# PALplus
PALplus war eine zu PAL kompatible Sendenorm für analoges Farbfernsehen. Neue Eigenschaften sind dabei
- die senderseitige Unterdrückung von Farbartefakten,
- Geisterbilderunterdrückung (optional)
- ein 16:9-Modus, der mehr Informationen enthält als die bis dahin übliche Ausstrahlung im Letterbox-Format (mit den schwarzen Streifen oben und unten), sowie
- kleinere Hilfssignale, z. B. Hinweise für den Empfänger,
  - ob die Sendung im 16:9- oder 4:3-Format vorliegt (Wide Screen Signalling – WSS) und
  - ob das Material im Zeilensprungverfahren („Camera Mode“) oder progressiv („Film mode“) aufgenommen bzw. abgetastet wurde.

PALplus entstand als Reaktion auf das gescheiterte MAC-Verfahren und wurde maßgeblich bei Grundig (dort unter Leitung von Michael Silverberg) und dem Institut für Rundfunktechnik entwickelt; auf Seiten der Sender war das ZDF besonders engagiert. Mit der Abschaltung der analogen Fernsehausstrahlung in PAL lief auch PALplus aus und wird heute nicht mehr verwendet.

## 16:9-Modus
Beim 16:9-Modus werden die 576 Zeilen des Bildes für Bildinformationen verwendet, wodurch sich in vertikaler Richtung die Schärfe erhöht. Die Video-Bandbreite, d. h. die Bildschärfe in horizontaler Richtung verändert sich aus historischen Gründen jedoch nicht: es bleibt bei 5 MHz, was max. 520 Pixeln entspricht. Würde nämlich die Bandbreite des Bildsignals erhöht, so hätte dies zur Folge, dass sich Bild- und Tonsignal gegenseitig störten, d. h. das Tonsignal wäre als Streifenmuster sichtbar und scharfe Kanten als Knattern hörbar.
Die Verbesserung der Darstellung läuft auf zwei Effekte hinaus:
- Die Zeilen werden dichter geschrieben, es werden im 16:9-Modus wie bei einer anamorphen DVD 576 Zeilen auf 9⁄16 statt auf 12⁄16 der Bildhöhe geschrieben. Das reduziert Streifenbildung und Artefakte.
- Die vertikale Auflösung für fast horizontale Strukturen wird um 33 % erhöht. Die vertikale Farbauflösung, die bei PAL deutlich niedriger als bei NTSC ist, und die horizontale Auflösung, die schon beim normalen PAL-Bild schlechter als die vertikale Auflösung ist, werden nicht verbessert.

Senderseitig wird das 16:9-Bild von 576 auf 432 Zeilen herunterskaliert, so dass es von einem 4:3-Fernseher mit herkömmlichem PAL-Dekoder verzerrungsfrei dargestellt werden kann. Von der erhöhten Bildschärfe hat ein solcher Fernseher also nichts. Die restlichen Zeilen im oberen und unteren Bildbereich werden auf Schwarzpegel gehalten. Dabei wird der U-Farbhilfsträger – dies ist das Farbdifferenzsignal für Blau im YUV-Farbmodell – dieser Zeilen dazu umfunktioniert, ein analoges Differenzsignal aufzunehmen, durch welches die Wiederherstellung der vollen 576 Zeilen für die Helligkeits-Komponente möglich wird. Die Farbinformation für die Bildzeilen wird nicht übertragen. Dies äußert sich auf gewöhnlichen PAL-Empfangsgeräten in den typischen schwachen dunkelblauen und manchmal schwach gelben Schlieren in den schwarzen oberen und unteren Bildbereichen. Der blaue Farbdifferenzträger U wurde deswegen gewählt, weil das menschliche Auge für Blau am wenigsten empfindlich ist und sich so die Bildartefakte auf herkömmlichen 4:3-Empfängern minimieren. Die Farbinformation für diese zusätzlich eingefügten 144 Bildzeilen wird nicht übertragen, sondern aus den benachbarten Zeilen im Empfänger durch Interpolation gewonnen. 
Für die korrekte Darstellung eines PALplus-Bildes ist entweder ein PALplus-Fernseher oder ein 16:9-tauglicher Fernseher mit einem vorgeschalteten, externen PALplus-Decoder notwendig.

## Verbreitung
In Deutschland verwendeten einige der öffentlich-rechtlichen Fernsehsender die Norm häufig; die frei empfangbaren Privatsender ignorierten sie größtenteils. Der Bezahlfernsehsender Premiere strahlte sein analoges Programm oft in PALplus aus. Mit abnehmender Bedeutung des analogen Fernsehempfangs in Deutschland und der ausgelaufenen EU-Förderung schafften jedoch selbst die öffentlich-rechtlichen Sender zuletzt keine neuen PALplus-fähigen Gerätschaften mehr an und ersetzten sie im Defektfall durch günstigere, nicht PALplus-fähige Geräte.
Das öffentlich-rechtliche Fernsehen in Österreich, ORF, verbreitete 16:9-Material in beiden landesweiten Fernsehprogrammen einige Jahre analog auch in PALplus. Nachdem die Zuführung zu den Sendestationen auf digitale Technik umgestellt wurde, sendete man bis zur Umstellung auf DVB-T wieder in PAL.
In der Schweiz hatte das deutschsprachige Fernsehen SF Mitte Mai 2005 die Ausstrahlung von PALplus-Sendungen eingestellt.
In Belgien hatte der flämische öffentlich-rechtliche Sender VRT eine Richtlinie, nach der ein Großteil seiner selbst-produzierten Sendungen in PALplus zu senden ist. Zum Beispiel wurden die täglichen Nachrichten in PALplus gesendet, ebenso die meisten wöchentlichen Shows. Auch wurden neuere Filme in PALplus gesendet. Der kommerzielle Fernsehsender VTM sendete auch in PALplus, wenn auch nicht so oft wie VRT. Auch bei diesem Sender wurden die Nachrichten in PALplus gesendet, ebenso spezielle Shows und Filme. In Wallonien sendete der öffentlich-rechtliche Sender Radio-télévision belge de la Communauté française gekaufte 16:9-Programme in PALplus, z. B. Filme, doch zog er vor, seine eigenen Sendungen im 4:3-Format zu produzieren. Walloniens kommerzieller Fernsehsender RTL TVI sendete selten in PALplus und blieb beim älteren 4:3-Format.
In den Niederlanden waren Sendungen in PALplus selten. Manchmal wurden spezielle Shows und Serien auch in PALplus gesendet. 16:9-Sendungen, die von anderen Sendern gekauft wurden, wurden selten nach 4:3 umgewandelt, sondern in ihrem Original-Seitenverhältnis in PALplus gesendet.
In Portugal strahlte der Privatsender Televisão Independente ab 1994 zeitweise Filme in PALplus aus. Später sendete nur der öffentlich-rechtliche Sender Radiotelevisão Portuguesa ausgewählte Sendungen in diesem Standard.

## Kritik
Die Dekodierung des 16:9-Modus erfordert die Zwischenspeicherung des kompletten Bildes. Zu Zeiten der beabsichtigten Einführung war das aufwändig. Daher unterstützten nur wenige hochpreisige Fernseher diesen Modus. PALplus-Fernsehgeräte, die als solche beworben wurden, waren nur kurzzeitig am Markt zu finden.